# Емил Трендафилов
Емил Трендафилов е български футболист, защитник, състезател на ОФК Ботев (Ихтиман)

## Кратка спортна биография
Трендафилов е роден в София през 1999 година. От ранна възраст започва да тренира футбол в ДЮШ на ПФК Левски (София), като има във визитката си мачове в младежката Шампионска лига. Преминава подготовка и с първия тим на Левски, като е бил на лагер с отбора в Малта, докато начело на „сините“ бе италианският спец Делио Роси. През 2018 година напуска Левски в посока ФК Сливнишки герой (Сливница) На 6 юни 2018 г. подписва с клуба и оттогава е неизменна част от отбора.
През лятото на 2020 година е пред трансфер във Втора лига, но предпочита да остане в Сливница.
През лятото на 2022 година напуска тима на ФК Сливнишки герой (Сливница) и преминава в отбора на ФК Чавдар (Етрополе).
През зимната пауза на сезон 2023 – 2024 година преминава в редиците на ОФК Ботев (Ихтиман)